# دوري كرة القدم النرويجي الدرجة الأولى 1976
دوري كرة القدم النرويجي الدرجة الأولى 1976 (بالنرويجية: 2. divisjon fotball for menn 1976)‏ هو الموسم 28 من الدوري النرويجي الدرجة الأولى. أشرف على تنظيمه اتحاد النرويج لكرة القدم، وفاز فيه Moss FK ‏.